# Joseph Sheridan Le Fanu
Joseph Sheridan Le Fanu [ˈlɛfənjuː] (28. srpna 1814 Dublin – 7. února 1873 Dublin) byl irský prozaik, básník a dramatik píšící anglicky, autor povídek a románů se záhadnými a hrůzostrašnými motivy, jeden ze zakladatelů hororu a detektivního žánru.

## Život
Sheridan Le Fanu procházel z rodiny duchovního. Narodil se roku 1814 v Dublinu, kde také vystudoval práva. Zakrátko se ale rozhodl věnovat se plně kariéře spisovatele a novináře, přispíval např. do časopisu Dublin University Magazine, který i několik let redigoval, stal se vydavatelem i novinářem dublinského deníku Evening Mail. Když mu roku 1858 zemřela manželka, stáhl se na čas do ústraní, vedl život podivínského samotáře a nestýkal se ani s nejbližšími přáteli. Pak se ale mezi roky 1861–1869 stal redaktorem časopisu Dublin University Magazine, kam již předtím přispíval, a především začal být považován za mistra strašidelného a napínavého vyprávění. Materiál pro svá díla čerpal z vášnivé četby náboženských, mystických a okultních spisů a gotických románů a také ze své znalosti folklóru.
Za svůj život napsal čtrnáct románů, z nichž ne všechny již snesou současná měřítka, a několik sbírek kratších strašidelných příběhů, z nichž vyniká novela Carmilla ze sbírky V temném zrcadle (1871, In a Glass Darkly) o lesbické upírce, která ovlivnila například Brama Stokera při psaní jeho románu Drákula.
Sheridan Le Fanu zemřel roku 1873 v Dublinu.

## Dílo
- Krčma u kohouta a kotvy (1845, The Cock and the Anchor), historický román.
- Osudy plukovníka Torlogha O'Briena (1847, The Fortunes of Colonel Torlogh O'Brien), dnes již téměř zapomenutý historický román, který byl vyzdvihován dobovou kritikou.
- Duchařské povídky a tajemné příběhy (1851, Ghost Stories and Tales of Mystery), sbírka strašidelných povídek.
- Dům u hřbitova (1863, The House by the Churchyard), dobrodružný román s prvky nadpřirozena, děsu a detektivního pátrání.
- Strýc Silas (1864, Uncle Silas), román líčící děsivý příběh sedmnáctileté Maud, která žije po smrti svého otce na zchudlém panství svého zdegenerovaného strýce a objasňuje zde historii dvou vražd, které poznamenaly krví její rodinu.
- Guy Deverell (1865), román.
- Vše v temnotách (1866, All in the Dark), satira na spiritualismus.
- Strašidelné bydlení (1868, Haunted Lives), novela.
- Wywernské tajemství (1869, The Wywern Mystery)
- Kronika Golden Friars (1871, Chronicles of Golden Friars), sbírka tajemných povídek umístěných do fiktivní anglické vesnice.
- Obdivuhodné básně Shamuse O'Briena (1871, The Beautiful Poems of Shamus O'Brien), sbírka básní.
- V temném zrcadle (1872, In a Glass Darkly), vrchol autorovy povídkové tvorby. Sbírka obsahuje brilantní studie lidského zla a podvědomých hrůz prezentované jako historky, jež nasbíral při svých toulkách světem jistý lékař, přičemž se tento lékař snaží své příběhy, v nichž vystupují různé přízraky, ne dosti přesvědčivě vysvětlovat jako vnitřní stavy člověka, což ponechává velké místo pro čtenářovu fantazii. Sbírka obsahuje tyto povídky:
  - Zelený čaj (Green Tea), česky též jako Zelený děs, pojednává o přízraku opice ponoukající hrdinu ke špatnostem, až se muž, neustále pronásledovaný jejím stínem, nakonec podřeže břitvou.
  - Pronásledovatel (The Familiar), vypráví o muži, který je pronásledován přízračnou sovou a jejím strašlivým skřekem.
  - Soudce Harborttle (Mr Justice Harbottle), líčí, jak je soudce Harbottle nalezen oběšen, přičemž popravu podle všeho vykonal jakýsi „záhrobní soud posledního odvolání“.
  - Pokoj v hostinci Dragon Volant (The Room in the Dragon Volant), dobrodružná povídka se silnými detektivními prvky.
  - Carmilla, gotická novela, líčící příběh mladé ženy, jež podlehla vlivu nadpozemsky krásné upírky jménem Carmilla. Ta byla schopná měnit tvar, aby proklouzla pevnými zdmi, její zvířecí druhé já byla obludná černá kočka. Ačkoliv Le Fanu zobrazuje sexualitu své upírky s opatrností, která je pro jeho dobu typická, čtenář si může být jist, že lesbická přitažlivost je hlavní hnací silou mezi Carmillou a vypravěčkou příběhu. Carmilla se tak stala vzorem pro velké množství ženských a lesbických upírek.
- Purcellovy listiny (1880, The Purcell Papers), posmrtně vydané tři svazky strašidelných, fantastických, historických i humoristických povídek původně napsaných pro Dublin University Magazine v letech 1838–1840.

## Filmové adaptace
- Shamus O'Brien, USA 1912, režie Otis Turner, němý film podle autorovy balady.
- Upír aneb Podivné dobrodružství Davida Graye (Vampyr – Der Traum des Allan Grey), Německo 1932, režie Carl Theodor Dreyer, dodatečně ozvučený němý film volně inspirovaný novelou Carmilla.
- Tajemství strýce Silase (El Misterioso tío Sylas), Argentina 1947, režie Carlos Schlieper.
- Strýc Silas (Uncle Silas), Velká Británie 1947, režie Charles Frank.
- A umřít z rozkoše (Et mourir de plaisir), Francie 1960, režie Roger Vadim, podle novely Carmilla.
- Hrobka upíra (La Cripta e l'incubo), Itálie 1964, režie Camillo Mastrocinque, podle novely Carmilla.
- Krvežízniví milenci (The Vampire Lovers), Velká Británie 1970, režie Roy Ward Baker, podle novely Carmilla.
- Hostinec U létavého draka, Československo 1971, režie Eva Sadková, televizní film podle povídky Pokoj v hostinci Dragon Volant.
- Upíří touha (Lust for a Vampire), Velká Británie 1971, režie Jimmy Sangster, podle novely Carmilla.
- Dcery zla (Twins of Evil), Velká Británie 1971, režie John Hough, volně inspirováno autorovými povídkami.
- Krvavá snoubenka (La Novia ensangrentada), Španělsko 1964, režie Vicente Aranda, podle novely Carmilla.
- Strýc Silas (Onkel Silas), Německo 1977, režie Wilhelm Semmelroth.
- Spánek smrti (The Sleep of Death), Irsko 1981, režie Calvin Floyd, podle povídky Pokoj v hostinci Dragon Volant.
- Temný anděl (The Dark Angel), Velká Británie 1987, režie Peter Hammond, televizní film podle románu Strýc Silas, v hlavní roli Peter O'Toole.
- Carmilla (Carmilla: Le coeur petrifié), Francie 1988, režie Paul Planchon, televizní film.
- Wywernské tajemství (The Wywern Mystery), Velká Británie 2000, režie Alex Pillai, televizní film.
- Upíři proti zombiím (Vampires vs. Zombies), USA 2004, režie Vince D'Amato, video film na námět novely Carmilla.

## Česká vydání
- V temném zrcadle, Čin, Praha 1925, přeložil František Bommer.
- Neodbytný duch, povídka obsažená ve sborníku Stráž u mrtvého a jiné hrůzostrašné povídky, Mladá fronta, Praha 1969 a ve sborníku Hrůzný stařec, Orbis, Praha 1991.
- Carmilla, obsažena ve sborníku Rej upírů, Lidové nakladatelství, Praha 1970, znovu Grafoprint-Neubert, Praha 1995.
- Zelený děs, Dialog, Most 1970, přeložil Josef Volák, jde o sbírku povídek V temném zrcadle, znovu Albatros, Praha 1991.
- Dům u hřbitova, Severočeské nakladatelství, Ústí nad Labem 1972, přeložil Josef Volák, znovu Dialog, Litvínov 1999.
- Strýc Silas, Severočeské nakladatelství, Ústí nad Labem 1974, přeložil Josef Volák, znovu Dialog, Litvínov 1999 pod názvem Hodina smrti.
- Carmilla, obsažena ve sborníku Půlnoční povídky, Albatros, Praha 1989, přeložila Zuzana Ceplová.
- Carmilla, Ivo Železný, Praha 1992, přeložil Tomáš Korbař.
- Carmilla, obsažena ve sborníku Prsty ze záhrobí, Siesta, Praha 1992, přeložila Margita Szekelyová.
- Poslední vůle pana Tobyho, povídka obsažená ve sborníku Strašidla, duchové & spol, Albatros, Praha 2001.
- Astrolog Boromeo, povídka obsažená ve sborníku Krypty a draci, Talpress, Praha 2004.
- Carmilla, zjednodušená verze novely obsažená ve sborníku Velká kniha strachu, Albatros, Praha 2006, převyprávěla Veronika Bohatá.
- V temném zrcadle, Volvox Globator, Praha 2011, přeložil František Bommer.
- Carmilla, ČAS, Řitka 2011, přeložil Josef Snětivý.

### Rozhlasové zpracování
V roce 2001 byla v Českém rozhlasu zdramatizována povídka Ten, který tě nespouští z očí (The Watcher). Přeložil a zdramatizoval Josef Hlavnička, hudba Petr Mandel, dramaturgie Jana Weberová, režie Hana Kofránková. Osoby a obsazení: Patrick O'Grady (Otakar Brousek), kapitán James Barton (Ladislav Frej), Patrik, právník, potomek O'Gradyho (Ivan Trojan), Generál Montague (Josef Somr), Macklin (Stanislav Fišer), Doktor Richards (Miloš Hlavica), George Norcott (Jiří Ornest), neznámý (Stanislav Oubram), Hawkins (David Novotný), Fiakrista (Steva Maršálek), hlas (Richard Honzovič) a Lady Rochdaleová (Věra Kubánková).